# Leonid Kanevsky
Leonid Kanevsky (em ucraniano:  Леонід Семенович Каневський em russo:  Леони́д Семёнович Кане́вский) (2 de maio de 1939) é um diretor de cinema russo.